# Carparachne
Carparachne là một chi nhện trong họ Sparassidae.